# Wereszyca (wieś)
Wereszyca – wieś na Ukrainie, w rejonie jaworowskim należącym do obwodu lwowskiego.
W czasie okupacji niemieckiej w Wereszycy działała niemiecka fabryka skrzynek amunicyjnych, której polski dyrektor Józef Barczyński wykorzystywał obejmowane stanowisko do pomocy Polakom i Żydom, w tym rodzinie Frimów z Przemyśla. W 1993 roku Instytut Jad Waszem uhonorował za to Barczyńskiego tytułem Sprawiedliwego wśród Narodów Świata.